# Anne-Catherine Dalcq
Anne-Catherine Claudine Dalcq (Namen, 14 juni 1992) is een Belgisch wetenschappelijk onderzoeker en landbouwer en politica voor de liberale MR.

## Biografie
Anne-Catherine Dalcq studeerde in 2012 af als bio-ingenieur aan de Gembloux Agro-Bio Tech-faculteit van de Universiteit Luik en behaalde er in 2014 tevens een master in de landbouwkunde. In 2020 promoveerde ze tot doctor in de agro- en biotechnologie, waarna ze deeltijds lector werd aan Gembloux Agro-Bio Tech. In 2023 nam ze het landbouwbedrijf van haar ouders over in Sint-Jans-Geest, een deelgemeente van Geldenaken.
Ze werd tevens actief in verschillende landbouwverenigingen. Op haar zeventiende sloot ze zich aan bij de lokale afdeling van de Federatie van Jonge Boeren (FJA) in Waver-Perwijs-Geldenaken, waar ze later lid werd van het directiecomité. In 2019 vervoegde ze zich bij het nationale bureau van de FJA, waarvan ze van 2019 tot 2022 nationaal ondervoorzitter was. Ook trad ze toe tot de Europese Raad van Jonge Landbouwers (CEJA), waarvan ze van 2021 tot 2023 eveneens ondervoorzitter was. Dalcq speelde een prominente rol als woordvoerder van de Franstalige boeren in de landbouwprotesten in de winter van 2023-2024 en werd in die hoedanigheid een bekend gezicht in de Franstalige media. 
In maart 2024 werd ze door de liberale partij MR aangezocht om zich kandidaat te stellen bij de Waalse verkiezingen van juni 2024. Dalcq ging hierop en ging de derde plaats bekleden op de lijst in het arrondissement Nijvel. Ze raakte verkozen en ging vervolgens voor korte tijd zetelen in het Waals Parlement en het Parlement van de Franse Gemeenschap.
Op 15 juli 2024 werd Anne-Catherine Dalcq benoemd tot minister van Landbouw, Landelijkheid, Natuur, Jacht, Visserij en Bossen in de dan nieuw gevormde Waalse regering, de regering-Dolimont. 